# Kanfen
Kanfen é uma comuna francesa situada no departamento da Mosela, na região de Grande Leste.  Em 2010 a comuna tinha 1 229 habitantes (densidade: 144,6 hab./km²).
Está situada ao norte de Thionville, perto da divisa com o Luxemburgo.